# Let's Get Lost - Perdiamoci
Let's Get Lost - Perdiamoci è un documentario del 1988, scritto e diretto da Bruce Weber, basato sulla vita del jazzista Chet Baker. Il titolo del documentario è determinato dal brano musicale omonimo.

## Produzione
Bruce Weber diede attenzione per la prima volta a Chet Baker quando in un negozio di dischi a Pittsburgh vide la fotografia del musicista sul fronte del vinile LP del 1955 Chet Baker Sings and Plays (with Bud Shank, Russ Freeman and Strings), all'età di 9 anni. Weber incontrò Baker la prima volta nell'inverno del 1986 in un club di New York , convincendolo a fare alcune foto, poi diventate un video di tre minuti .
Weber era desideroso di girare un cortometraggio da una canzone di Oscar Levant intitolata Blame It on My Youth, e dopo avervi passato un po' di tempo insieme, convinse Baker a girare un lungometraggio su di lui. Le riprese iniziarono nel gennaio 1987. Secondo Weber, intervistare Baker fu un'impresa come ricorda lui stesso: "A volte dovevamo fermarci per un motivo o per un altro, perché Chet era un drogato e non riusciva a ripetere una scena, così dovevamo ricominciare tutto da capo. Ma lui ci piaceva sempre di più".
Nel maggio 1987, quando Weber presentò il suo documentario Broken Noses al festival di Cannes, fece girare altre scene del film a Baker. Weber spese milioni di dollari di tasca propria per la realizzazione del film, girandolo e fermandolo nei momenti di maggiori entrate o uscite, da lui descritto come "un film molto ad hoc". Il titolo del film deriva da un brano eseguito da Baker e registrato nell'album Chet Baker Sings and Plays, che fu anche l'album acquistato da Weber in quel negozio di dischi di Pittsburgh, quando aveva 9 anni.

## Accoglienza
Perdiamoci fu presentato in anteprima mondiale al Toronto International Film Festival, e in seguito ha ricevuto critiche grosso modo positive, con un indice di gradimento pari al 93% su Rotten Tomatoes.
La rivista Entertainment Weekly assegna al film un voto "A-", affermando che Weber "ha creato l'unico documentario che funziona come un romanzo, che ti porta a leggere tra le righe della personalità di Baker, fino a farti toccare la tristezza segreta nel cuore della sua bellezza". Carina Chocano nella recensione eseguita per il Los Angeles Times, scrive: "Se c'è una forza trainante nel film di Weber, è che scava nella natura, dando risalto alle qualità dell'attore e al suo personale magnetismo, che Baker aveva in quantità, ma che non lo salvò". Hal Hinson per il Washington Post scrive che Weber "ci dona un [film] frenetico, profondamente coinvolgente e non poco sconcertante". Terrence Rafferty per il New York Times scrive: "Il fascino persistente di Let's Get Lost, il motivo per il quale rimane potente ancora oggi, dove ogni suo valore mostrato è andato perso, è perché è uno dei pochi film che trattano il misterioso, complicato, emotivo processo che ha portato alla creazione della cultura pop - e l'ambiguo processo con cui gli artisti ne hanno generato il desiderio".
Una versione restaurata del film fu proiettata all'edizione 2008 del festival di Cannes e nel 2013 alla 70ª Mostra internazionale d'arte cinematografica di Venezia.

### Premi
All'edizione 1988 dei premi Oscar, Perdiamoci fu candidato per la categoria miglior documentario.

## Edizione casalinga
L'uscita del film Perdiamoci (edizione di una versione estesa della colonna sonora del film) sul mercato casalingo americano era originariamente prevista nel dicembre 2007, ma a causa di alcuni problemi non meglio specificati la distribuzione fu annullata.
Nel Regno Unito è uscito il 28 luglio 2008.